# Polana exornata
Polana exornata är en insektsart som beskrevs av Fowler 1903. Polana exornata ingår i släktet Polana och familjen dvärgstritar. Inga underarter finns listade i Catalogue of Life.